# Стадіони Івано-Франківська
| Назва                                                                          | Адреса                    | Координати                                                            | Фото            | Кількість глядачів | Використання |
| ------------------------------------------------------------------------------ | ------------------------- | --------------------------------------------------------------------- | --------------- | ------------------ | --- |
| «Рух»                                                                          | вул. Чорновола, 128       | 48°54′29″ пн. ш. 24°41′46″ сх. д. / 48.90806° пн. ш. 24.69611° сх. д. | «Рух»           | 14 500 (6 500)     | Відкритий 4 липня 1909. Домашній стадіон ФК «Прикарпаття», а до 1939 клубу «Ревера». У повоєнний час команда «Спартак» грала на ньому в 1940-2007, яка була власником однойменного стадіону «Спартак» (до 1981, потім називався до 1989 Центральний стадіон «Кристал»). У роках 2007-2012 грало на ньому ПФК «Прикарпаття». |
| «Гірка»                                                                        | вул. О. Дучимінської, 12  | 48°55′44″ пн. ш. 24°43′42″ сх. д. / 48.92889° пн. ш. 24.72833° сх. д. |                 | 2 400 (342)        | Домашній стадіон ФК «Тепловик», а до 1939 клубу «Стшелец Гурка». У повоєнний час команда «Локомотив» грала на ньому в 1940-1987, яка була власником однойменного стадіону «Локомотив». |
| «Наука ім. Р. Микитюка»                                                        | вул. Гетьмана Мазепи, 144 | 48°54′46″ пн. ш. 24°41′22″ сх. д. / 48.91278° пн. ш. 24.68944° сх. д. |                 | 7 820 (250)        | Стадіон Прикарпатського національного університету ім.В.Стефаника. Грала «Ніка-Динамо». У повоєнний час команда «Динамо» грала на ньому в 1940-1951, яка була власником однойменного стадіону «Динамо». У 1960-1991 власником стадіону був заводу «Промприлад». Стадіон називався «Електрон» і грала на ньому команда «Електрон». Стадіон увійшов в історію тим, що перші три сезони у Вищій лізі України (1992, 1994/95, 1995/96) відбувалися матчі «Прикарпаття», яке грало на ньому в 1989-1996, так як Центральний стадіон («Рух») був тоді реконструйований. |
| Стадіон Івано-Франківського національного технічного університету нафти і газу | вул. Карпатська, 15       | 48°55′53″ пн. ш. 24°41′42″ сх. д. / 48.93139° пн. ш. 24.69500° сх. д. | Стадіон ІФНТУНГ | 5000(2020р)        | У роках 2004-2007 грав на ньому ФК «Факел». |
| «Юність»                                                                       | вул. Шухевичів, 21        | 48°54′59″ пн. ш. 24°43′19″ сх. д. / 48.91639° пн. ш. 24.72194° сх. д. |                 |                    | Збудований з метою проведення навчально-тренувальних занять учнів Івано-Франківської обласної дитячо-юнацької школи. |
| «Карпатпресмаш»                                                                | вул. Юності               | 48°53′38″ пн. ш. 24°45′18″ сх. д. / 48.89389° пн. ш. 24.75500° сх. д. |                 | 100                | Зведений ВО «Карпатпресмаш» (тепер «Автоливмаш») у 1987 р. для власної команди, яка грала в 1988-2004. Земля, на якій розташована арена, нині є предметом торгів. |
| «Пожежник» (стадіон імені Героїв-пожежних)                                     | вул. Вовчинецька, 223а    | 48°56′39″ пн. ш. 24°43′57″ сх. д. / 48.94417° пн. ш. 24.73250° сх. д. |                 |                    | Проводять змагання та святкові заходи МНС. Також проходить міжнародний турнір «Кубок Івано-Франківська» з регбі. |
| «Хет-Трик»                                                                     | вул. Чорновола, 130       | 48°54′27″ пн. ш. 24°41′36″ сх. д. / 48.90750° пн. ш. 24.69333° сх. д. |                 |                    | Відкритий наприкінці вересня 2018 р. - перший стадіон з футбольним полем із штучним покриттям для дитячо-юнацького та аматорського футболу. |
| «Металіст»                                                                     | вул. Отця Блавацького, 2  | 48°53′13″ пн. ш. 24°42′42″ сх. д. / 48.88694° пн. ш. 24.71167° сх. д. |                 |                    | Команда Івано-Франківського арматурного заводу «Металіст» грала на ньому в 1981-1999. |
| Стадіон «Хортиця» с. Крихівці                                                  | вул. Виноградна, 22       | 48°54′08″ пн. ш. 24°40′44″ сх. д. / 48.90222° пн. ш. 24.67889° сх. д. |                 |                    | |
| Стадіон с. Вовчинці                                                            | вул. Лугова, 35           | 48°57′14″ пн. ш. 24°44′57″ сх. д. / 48.95389° пн. ш. 24.74917° сх. д. |                 |                    | |